# Năsăud
Năsăud là một thị xã thuộc hạt Bistrița-Năsăud, România. Dân số thời điểm năm 2002 là 10639 người.